# Lancaster, Wisconsin
Lancaster là một thành phố thuộc quận Grant, tiểu bang Wisconsin, Hoa Kỳ. Năm 2000, dân số của thành phố này là 4070 người.